# Marieke Zelsmann
Marieke Zelsmann (Tiel, 2 november 1975) is een voormalig Nederlandse golfprofessional. Zij heeft op de Ladies Tour gespeeld van 2001 tot en met 2007 en is lid van de Rosendaelsche Golfclub.

## Opleiding
Zelsmann deed bij Instituut Schroevers de opleiding directiesecretaresse (1996-1998) en management assistent (1998-1999). Ze werd lid van de UVSV/NVVSU. Later deed zij nog de HBO opleiding Sportmanagement op de Fontys Bedrijfshogeschool (2006-2008) in Tilburg. Dit heeft zij afgerond met een Masters of Sport Management op de Johan Cruyff Institute for Sports Studies in Amsterdam. Ze woont nu in Utrecht.

## Carrière

### Amateurgolfer
In 1995 won Zelsmann haar eerste dameswedstrijd, het Nationaal Kampioenschap Strokeplay. 
In 1997 vestigde zij een baanrecord op haar thuisbaan in Arnhem door een ronde van 67 te maken. Wegens noodweer werd er geen middagronde gespeeld en won zij de Zomerwedstrijd van de NGF. Frederique Lempers werd tweede met een ronde van 76. Maaike Braggaar en Joyce Heyster deelden de derde plaats met een score van 77.

In 1997 won zij ook het NK Strokeplay op de Brunssummerheide met een score van 305 (+17), Joyce Heyster werd tweede met +19.
In 2000 speelde zij het Open op de Kennemer Golf. Zij eindigde als beste Nederlandse op de 31ste plaats. Bovendien kwalificeerde zij zich voor het Women's British Open
Zelsmann werd Golfster van het Jaar in 1997, 1998 en 2000.

#### Gewonnen
- NK Strokelplay meisjes 1993, 1996.
- NK Matchplay meisjes 1995 en 1996.
- NK Strokeplay Dames 1995 en 1997.
- NK Matchplay Dames 2000

#### Teams
- Vagliano Trophy (Continental Europe vs Great Britain & Ireland): 1999
- Espirito Santo Trophy: 1994, 1996, 1998
- ELTK dames: 1993, 1995, 1997, 1999
- ELTK meisjes (tot 21 jaar): 1992, 1994, 1996

### Professioneel golfer
In 2000 werd Zelsmann professional. Van 2001 tot en met 2007 was zij lid van de Ladies European Tour. Nederland heeft in die periode nog drie speelsters op de Ladies Tour: Nienke Nijenhuis, Judith van Hagen en Mette Hageman.
In 2004 bezocht Zelsmann de Tourschool in Zuid-Italië maar miste de kwalificatie voor de laatste ronde. In 2005 mocht zij toch nog een paar toernooien spelen. 
In 2007 stond zij na twee rondes samen met Marjet van der Graaff aan de leiding van het Nationaal Open op Amelisweerd maar uiteindelijk won Kyra van Leeuwen. Op het Open in Eindhoven miste zij de cut maar op het Rijk van Nijmegen won ze het PGA Kampioenschap. Tussen 2008 en 2011 was ze weer amateur.

#### Gewonnen
- 2007: PGA Kampioenschap strokeplay op het Rijk van Nijmegen
- 2014: PGA Mixed Foursome kampioen met John Boerdonk op Rosendaelsche Golf Club

### Coach
Tot mei 2010 was zij project assistente van de Master in Sport Management (MISM) & Master in Coaching (MIC) bij het Johan Cruyff Institute. 
Sinds 2012 is zij golfprofessional (PGA Holland)